# Mady

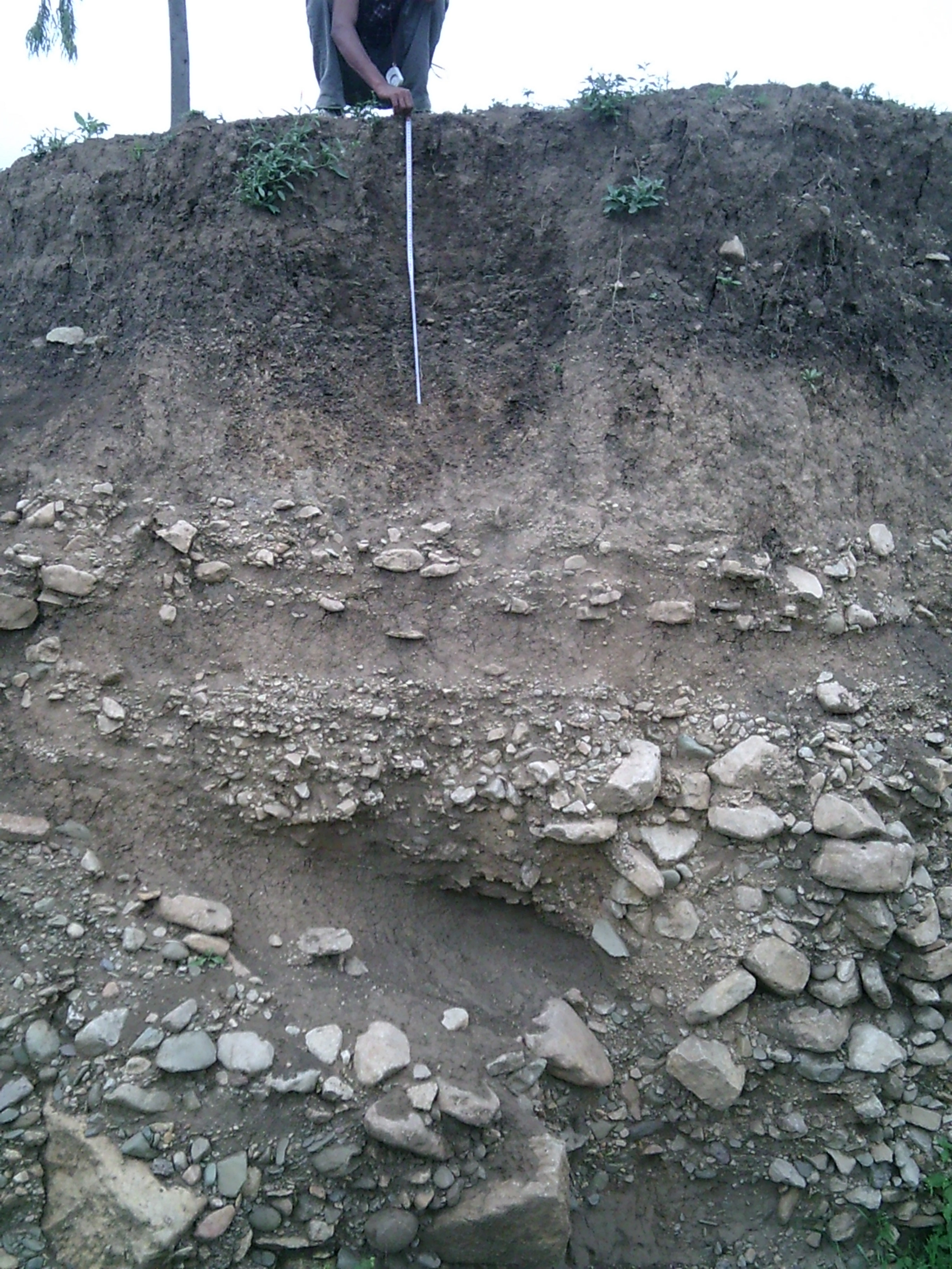
Mada w Etiopii

Mady (l. poj.: mada, inaczej fluwisole, ang. alluvial soils) – gleby powstałe w wyniku nagromadzenia się materiału niesionego przez wody i akumulowanego w wyniku wytracania energii wody. Zasadniczą cechą mad jest obecność w profilu naprzemianległych warstw o różnym składzie granulometrycznym. Poszczególne warstwy mogą cechować się skrajnie różnym składem granulometrycznym lub zbliżonym. W zależności od typu utworów dominujących w profilach glebowych wyróżnia się mady:
- lekkie
- średnie
- ciężkie.

Mady tworzą się wzdłuż dolin rzecznych w obrębie terasy zalewowej. Wylewy wód rzecznych powodują ciągłe nagromadzanie się materiału na powierzchni gleby. Jeśli z różnych przyczyn ten proces jest zahamowany (np. wskutek wybudowania obwałowań rzek), mogą wyraźnie zacząć rozwijać się inne procesy glebotwórcze, np. akumulacja próchnicy, brunatnienie. Kierunek tych procesów jest uzależniony od szeregu czynników glebotwórczych, m.in. pokrywy roślinnej, charakteru skały macierzystej i warunków hydrologicznych. Mady tworzą zazwyczaj siedliska lasów łęgowych.
Specyficznym typem mad są marsze, czyli mady morskie. Ich geneza jest podobna do genezy mad rzecznych. Cechami szczególnymi są występowanie w profilu kawałków muszli oraz duże wysycenie solami. Marsze tworzą się wzdłuż wybrzeży morskich.
Mady są glebami występującymi na całym świecie, wzdłuż dolin rzecznych i wybrzeży morskich.
Największe obszary w Egipcie, Mezopotamii, w Indiach, na Nizinie Chińskiej. W Polsce występują w dolinach dużych rzek – Wisły, Odry, Warty, Noteci, Bugu, Wieprza, Sanu.
Największy obszar mad w Polsce to Żuławy Wiślane. Z uwagi na zazwyczaj dużą żyzność, w znacznej części są wykorzystywane rolniczo. Często wymagają jednak regulacji stosunków wodnych.